# Sơn Ngọc Thành
Sơn Ngọc Thành (tiếng Khmer: សឺង ង៉ុកថាញ់, đã Latinh hoá: Sœng Ngŏk Thănh; 1908 – 1977) là chính trị gia và nhà dân tộc chủ nghĩa Campuchia, từng giữ chức Bộ trưởng và Thủ tướng trong thời kỳ Nhật Bản chiếm đóng Campuchia và Cộng hòa Khmer.

## Tiểu sử

### Thiếu thời
Sơn Ngọc Thành sinh ngày 7 tháng 12 năm 1908 tại tỉnh Trà Vinh thuộc miền Tây Nam Bộ, Việt Nam, trong một gia đình cha người dân tộc Khmer Krom và mẹ người Khmer gốc Hoa, con của ông Sơn Neve và bà Sơn Thị Túp. Ông tốt nghiệp trung học ở Sài Gòn rồi sang Pháp du học ngành luật ở Montpellier và Paris được vài năm, sau trở về làm thẩm phán ở Pursat và ủy viên công tố ở thủ đô Phnôm Pênh trước khi giữ chức Phó Giám đốc Viện Phật học Campuchia.
Năm 1936, Sơn Ngọc Thành cùng Sim Var và nhà dân tộc chủ nghĩa Khmer nổi tiếng Pach Chhoeun xuất bản tờ báo Nagaravatta (tạm dịch: Thành phố chúng ta). Dưới danh nghĩa truyền bá Phật giáo và bảo tồn văn hoá, tờ báo kêu gọi đấu tranh giành độc lập cho Campuchia và chủ trương phá vỡ sự độc quyền thương mại của thương nhân nước ngoài bằng phát triển doanh nghiệp của tư sản dân tộc. Đồng thời trong thời gian này, Thành và đồng nghiệp của ông đã bắt đầu tiếp thu chủ nghĩa phát xít Nhật mà ông gọi đó là "chủ nghĩa xã hội quốc gia". Hệ tư tưởng của Thành chủ yếu về cơ bản vẫn là chủ nghĩa cộng hòa, cánh hữu và quan điểm hiện đại hoá, điều này đã khiến ông trở thành phe đối lập lâu dài với vua Norodom Sihanouk. Bất chấp chủ nghĩa dân tộc của mình, ông cũng là một người ủng hộ mạnh mẽ cho sự hợp tác giữa các quốc gia ở châu Á và đề xướng việc giảng dạy tiếng Việt tại các trường học ở Campuchia, vì đấy là một yếu tố quan trọng dẫn đến công cuộc hiện đại hóa đất nước.

### Sự nghiệp chính trị
Ngày 20 tháng 7 năm 1942, Sơn Ngọc Thành tổ chức một cuộc biểu tình lớn có hơn năm trăm nhà sư tham gia đòi Pháp phải thả hết tù chính trị và trao trả quyền tự quyết cho dân tộc Khmer. Cuộc biểu tình bị người Pháp dập tắt; Sơn Ngọc Thành đào thoát qua Battambang (lúc đó bị phát xít Nhật giao cho Thái Lan) rồi đến Nhật Bản tị nạn. Tại Nhật ông học chính trị trong vòng hai năm ở trường Orientale (một trường lớn tại châu Á lúc bấy giờ).
Năm 1943, khi Đế quốc Nhật Bản lấn át chính quyền thực dân Pháp ở Đông Dương, Sơn Ngọc Thành trở về Campuchia và chủ trương dựa vào Nhật để giành độc lập dân tộc. Ngày 9 tháng 3 năm 1945 quân Nhật đảo chính Pháp, ép quốc vương Sihanouk tuyên bố thành lập một chính phủ thân Nhật trong khối Thịnh vượng Đại Đông Á vào ngày 12 tháng 3 năm 1945. Sơn Ngọc Thành trở thành Bộ trưởng Ngoại giao. Ngày 9 tháng 8 năm 1945, sau khi Nhật đầu hàng Đồng Minh, Sơn Ngọc Thành đảo chính tự đứng lên làm Thủ tướng. Ngày 10 tháng 10 năm 1945, liên quân Anh-Pháp-Ấn tiến vào Phnom Penh lật đổ chính phủ bù nhìn của Sơn Ngọc Thành, bắt giam ông, tái lập chế độ bảo hộ và đưa Sihanouk trở lại làm vua. Sơn Ngọc Thành bị tuyên án tử hình vì tội phản bội, sau đó giảm xuống còn hai mươi năm khổ sai, đầy sang sống lưu vong ở Vence rồi Poitiers, Pháp. Nhiều người trong nước ủng hộ ông đã gia nhập tổ chức Khmer Issarak với mục đích kháng chiến chống lại chính quyền thuộc địa và yêu cầu chính phủ phải phóng thích ông.
Năm 1951, Sơn Ngọc Thành được chính quyền thực dân ân xá nhằm thu phục nhân tâm trong nước. Ngày ông trở về Phnom Penh (30 tháng 10 năm 1951), Sơn Ngọc Thành được một đám đông hơn 10 vạn người chào đón, trải dài từ sân bay Pochentong về trung tâm thành phố. Về tới Campuchia, ông kiên quyết từ chối một chức vụ trong nội các Sihanouk, thay vào đó, ông tổ chức lực lượng chống lại chính quyền Sihanouk vì cho rằng Sihanouk là một Quốc trưởng "không xứng đáng, bê tha truỵ lạc, tham nhũng, phản bội Tổ quốc, tay sai của thực dân Pháp" và chế độ quân chủ của ông: "lạc hậu, áp bức, độc đoán, tham nhũng, ngu dân". Đồng thời tiến hành liên minh với các nhà lãnh đạo khác của các nhóm phiến quân trực thuộc Khmer Issarak và thành lập một tờ báo riêng (Khmer Kraok) nhằm ủng hộ cuộc nổi dậy chống lại chính quyền thực dân Pháp nhưng chẳng bao lâu thì bị cấm phát hành.
Năm 1952, phong trào đấu tranh thất bại, ông cùng với trung úy Ea Sichau (một viên chức hải quan do Pháp đào tạo và là trí thức cánh tả) và một số người ủng hộ chạy sang Thái Lan tị nạn rồi lẻn qua khu rừng thuộc tỉnh Siem Reap xây dựng căn cứ địa và bắt đầu tổ chức kháng chiến. Ở chiến khu, ông cố gắng giành quyền kiểm soát tổng thể phong trào Khmer Issarak (phân thành Ủy ban Giải phóng Quốc gia Khmer và Liên minh Mặt trận Issarak công khai của cánh tả và một loạt các lãnh chúa khu vực và các nhà lãnh đạo du kích) trong suốt đầu thập niên 1950, một vài trong số này, chẳng hạn như Hoàng thân Norodom Chantaraingsey và Puth Chhay tạm thời ủng hộ quyền lãnh đạo tổng thể của ông. Tuy nhiên, vào năm 1954, Thành ngày càng bị những người cánh tả loại bỏ ra ngoài và nhận được lời đề nghị từ CIA, thế lực hứa sẽ tài trợ cho nhiều hoạt động của ông trong tương lai. Mặc dù Thành vẫn giữ lại sự hỗ trợ cao độ cho người Khmer Krom, trong những năm tiếp theo mức ảnh hưởng của ông tương đối ít hoặc sự ủng hộ của các tầng lớp nhân dân trong nền chính trị quốc nội ở Campuchia, đặc biệt là phong trào Sangkum của Sihanouk đã thu hút sự chú ý của các phần tử ôn hòa và hữu khuynh nhất.

### Khmer Tự do
Chiến tranh Đông Dương lần thứ nhất kết thúc vào năm 1954. Từ căn cứ địa ở gần Siem Reap, Sơn Ngọc Thành chính thức thành lập tổ chức dân quân Khmer Serei (Khmer Tự do), chủ yếu là tuyển mộ từ những người Khmer Krom để chống lại Sihanouk, người coi ông như là một trong những kẻ thù lớn nhất. Trong bản "Tuyên ngôn" năm 1959 của ông trước toàn thể binh lính Khmer Tự do, Thành buộc tội Sihanouk đã cho phép Campuchia đi theo đường lối "Cộng sản hóa" dưới sự thao túng của Bắc Việt. Khmer Tự do hoạt động trong khu vực biên giới ở Thái Lan và Nam Việt Nam, thường xuyên bí mật tung ra các chương trình truyền thanh rađiô chống đối Sihanouk, nhưng chỉ tiến triển không đáng kể, mặc dù họ được tuyên truyền như là một nguồn lực quân sự có ưu thế trong một số âm mưu đảo chính (chẳng hạn như vụ âm mưu đảo chính xảy ra ở Bangkok).
Sau khi quân đội Campuchia và Tướng Lon Nol thực hiện cuộc đảo chính lật đổ ông hoàng Sihanouk vào ngày 18 tháng 3 năm 1970, ông được mời tham gia trong chính phủ Cộng hòa Khmer mới với vai trò là cố vấn cho quyền Quốc trưởng Cheng Heng trong thời gian đầu và chính thức sáp nhập tổ chức Khmer Tự do vào quân chủng của nước Cộng hòa non trẻ. Đến năm 1972, một lần nữa ông được bổ nhiệm là Thủ tướng Chính phủ (chức vụ mà ông phải rời bỏ 27 năm trước đó) của nội các Cộng hoà Khmer do Lon Nol làm Tổng thống trong một thời gian ngắn, nhưng lại trở thành mục tiêu của một vụ đánh bom mưu sát vào lúc đó (kẻ chủ mưu có khả năng là em trai Lon Nol là Lon Non).
Do bất đồng chính kiến với phương pháp trị quốc của nội các mới mà Sơn Ngọc Thành sớm bị Lon Nol sa thải vào cuối năm 1972, lưu vong sang miền Nam Việt Nam. Sau sự kiện 30 tháng 4 năm 1975 khi đô thành Sài Gòn được Quân Giải phóng đánh chiếm báo hiệu sự sụp đổ của chính quyền Việt Nam Cộng hòa, ông bị bắt giam; tàn quân Khmer Tự do ở Việt Nam Cộng hoà hầu hết đều bị quân giải phóng miền Nam Việt Nam tiêu diệt, trong khi số còn lại ở bên Campuchia thì bị Khmer Đỏ truy kích dữ dội sau khi nhà cầm quyền Lon Nol bị lật đổ. Sơn Ngọc Thành bị tù cải tạo trong nhà tù Chí Hòa, Thành phố Hồ Chí Minh và qua đời vì bạo bệnh vào ngày 8 tháng 8 năm 1977.